# Erminia Frezzolini
Erminia Frezzolini (Orvieto, 27 marzo 1818 – Parigi, 5 novembre 1884) è stata un soprano italiano.

## Biografia
Nata a Orvieto nel 1818, studiò con il padre, Giuseppe Frezzolini, celebre buffo e primo Dulcamara dell'Elisir d'amore, e in seguito con Nencini, Ronconi, Manuel García figlio e Nicola Tacchinardi. Debuttò a Firenze nel 1838 nel ruolo di protagonista della Beatrice di Tenda di Vincenzo Bellini. Cantò a Londra nel 1842 e nel 1850. Fu la prima Giselda (I Lombardi alla prima crociata di Giuseppe Verdi) e interpretò la parte del titolo nella sfortunata Giovanna d'Arco di Verdi (1845); a New York fu la prima Gilda nel Rigoletto.
Abbandonò le scene, dopo molti trionfi, nel 1860.
Si sposò col collega tenore Antonio Poggi nel 1841. Morì povera nel 1884.

## Riconoscimenti
Sulla casa natale, in via Sant'Angelo a Orvieto, è murata una lapide marmorea, realizzata nel 1913 da Lorenzo Cozza (scultore)
Dal 6 aprile 2016 la Scuola primaria di Sferracavallo (frazione di Orvieto) è dedicata ad Erminia Frezzolini, a coronamento di un progetto del 2015 grazie al quale gli alunni scoprirono che le autorità orvietane avevano promesso alla Frezzolini di dedicarle il Teatro comunale, poi intitolato ai fratelli Mancinelli.
La città di Roma le ha dedicato una via.

## Ruoli creati
- Il ruolo del titolo in Giovanna II regina di Napoli di Coccia (12 marzo 1840, Milano)
- Il ruolo del titolo in Ildegonda di Arrieta (20 marzo 1840, Milano)
- Leonora ne Il Proscritto di Nicolai (13 marzo 1841, Milano)
- Giselda ne I Lombardi alla prima crociata di Verdi (11 febbraio 1843, Milano)
- Il ruolo del titolo in Giovanna d'Arco di Verdi (15 febbraio 1845, Milano)
- Caterina Cornaro ne La regina di Cipro di Pacini (7 febbraio 1846)
- Camilla in Orazi e Curiazi di Mercadante (10 novembre 1846, Napoli)

## Repertorio (parziale)
| Ruolo              | Titolo                         | Autore     |
| ------------------ | ------------------------------ | ---------- |
| Ildegonda          | Ildegonda                      | Arrieta    |
| Imogene            | Il pirata                      | Bellini    |
| Alaide             | La straniera                   | Bellini    |
| Giulietta Capuleti | I Capuleti e i Montecchi       | Bellini    |
| Amina              | La sonnambula                  | Bellini    |
| Norma              | Norma                          | Bellini    |
| Beatrice di Tenda  | Beatrice di Tenda              | Bellini    |
| Elvira             | I puritani                     | Bellini    |
| Carolina           | Il matrimonio segreto          | Cimarosa   |
| Giovanna di Napoli | Giovanna II regina di Napoli   | Coccia     |
| Anna Bolena        | Anna Bolena                    | Donizetti  |
| Adina              | L'elisir d'amore               | Donizetti  |
| Lucrezia Borgia    | Lucrezia Borgia                | Donizetti  |
| Gemma              | Gemma di Vergy                 | Donizetti  |
| Lucia Ashton       | Lucia di Lammermoor            | Donizetti  |
| Norina             | Don Pasquale                   | Donizetti  |
| Lady Harriet       | Martha                         | Flotow     |
| Bianca             | Le due illustri rivali         | Mercadante |
| Elena              | Elena da Feltre                | Mercadante |
| Camilla            | Orazi e Curiazi                | Mercadante |
| Alice              | Roberto il diavolo             | Meyerbeer  |
| Donna Anna         | Don Giovanni                   | Mozart     |
| Leonora            | Il Proscritto                  | Nicolai    |
| Caterina Cornaro   | La regina di Cipro             | Pacini     |
| Ines de Castro     | Ines de Castro                 | Persiani   |
| Desdemona          | Otello                         | Rossini    |
| Giselda            | I Lombardi alla prima crociata | Verdi      |
| Giovanna d'Arco    | Giovanna d'Arco                | Verdi      |
| Gilda              | Rigoletto                      | Verdi      |
| Leonora            | Il trovatore                   | Verdi      |